# 1958 Chandra
1958 Chandra је астероид главног астероидног појаса са пречником од приближно 34,02 km.
Афел астероида је на удаљености од 3,624 астрономских јединица (АЈ) од Сунца, а перихел на 2,576 АЈ.
Ексцентрицитет орбите износи 0,169, инклинација (нагиб) орбите у односу на раван еклиптике 10,565 степени, а орбитални период износи 1993,647 дана (5,458 година).
Апсолутна магнитуда астероида је 10,70 а геометријски албедо 0,080.
Астероид је откривен . 1970. године.